# Freeones
Freeones — англоязычный бесплатный секс-ориентированный сайт, база данных и агрегатор ссылок. База данных в основном содержит информацию о порноактрисах, но также включает в себя информацию о киноактрисах, фотомоделях и других знаменитостях.

## История
Сайт был открыт в марте 1998 года веб-мастером Морисом (англ. Maurice).
В конце октября 2005 года сайт запускает раздел с обзорами платных сайтов. В октябре 2010 года на сайте был изменён дизайн. В конце ноября 2011 года были добавлены разделы с гомосексуальной и транссексуальной тематикой.
В мае 2009 года сайт был выбран в качестве партнёра по вещанию церемонии F.A.M.E. Awards. В октябре этого же года, по итогам голосования, сайт выигрывает премию NightMoves Award в категории «Лучший интернет-сайт».
С 2010 по 2014 годы на сайте проводилось соревнование «Miss FreeOnes», победительницы которого выбирались на основе голосования пользоватеми сайта.
В феврале 2011 года сайт был награждён премией XBIZ Award в категории «Портал/обзорный сайт года» (разделил данную награду с TheBestPorn.com). В течение четырёх последующих лет сайт неоднократно становился лауреатом премии XBIZ в категориях: «Порносайт года — портал/хаб» (2012), «Фан-портал года» (2013), «Фан-сайт года» (2014) и «Порносайт года — фан-сайт» (2015). В январе 2019 года сайт в шестой по счёту раз удостаивается премии XBIZ как «Фан-сайт года».

## Статистика
По данным Alexa Internet на июнь 2019 года, статистика посещаемости сайта Freeones.com составляет 4 693 (глобальный рейтинг) и 2 359 (рейтинг в США).

## Награды и номинации
| Год  | Награда          | Результат | Категория                                            |
| ---- | ---------------- | --------- | ---------------------------------------------------- |
| 2007 | XBIZ Award       | Номинация | Порносайт года                                       |
| 2009 | NightMoves Award | Победа    | Лучший интернет-сайт (выбор поклонников)             |
| 2011 | XBIZ Award       | Победа    | Портал/обзорный сайт года (вместе с TheBestPorn.com) |
| 2012 | XBIZ Award       | Победа    | Порносайт года — портал/хаб                          |
| 2012 | YNOT Award       | Номинация | Лучший веб-сайт с порнообзорами                      |
| 2013 | XBIZ Award       | Номинация | Мобильный сайт года                                  |
| 2013 | XBIZ Award       | Победа    | Фан-портал года                                      |
| 2013 | YNOT Award       | Номинация | Лучший глобальный порносайт                          |
| 2014 | XBIZ Award       | Номинация | Мобильный сайт года                                  |
| 2014 | XBIZ Award       | Победа    | Фан-сайт года                                        |
| 2015 | XBIZ Award       | Победа    | Порносайт года — фан-сайт                            |
| 2016 | XBIZ Award       | Номинация | Порносайт года — фан-сайт                            |
| 2017 | XBIZ Award       | Номинация | Порносайт года — фан-сайт                            |
| 2018 | AltPorn Award    | Номинация | Лучший бесплатный сайт                               |
| 2018 | Fleshbot Award   | Номинация | Лучший бесплатный сайт                               |
| 2018 | NightMoves Award | Номинация | Вебкам-компания года                                 |
| 2018 | XBIZ Award       | Номинация | Фан-сайт года                                        |
| 2019 | AltPorn Award    | Номинация | Лучший бесплатный сайт                               |
| 2019 | Fleshbot Award   | Номинация | Лучший бесплатный сайт                               |
| 2019 | NightMoves Award | Победа    | Вебкам-компания года (выбор поклонников)             |
| 2019 | XBIZ Award       | Победа    | Фан-сайт года                                        |
| 2019 | YNOT Award       | Номинация | Фан-сайт года                                        |
| 2020 | AltPorn Award    | Номинация | Лучший бесплатный сайт                               |
| 2020 | Fleshbot Award   | Номинация | Лучший бесплатный сайт                               |
| 2021 | AltPorn Award    | Номинация | Лучший бесплатный сайт                               |
| 2021 | Fleshbot Award   | Номинация | Лучший бесплатный сайт                               |

## Победительницы Miss FreeOnes
| Год  | Лауреат     | Прим.  |
| ---- | ----------- | ------ |
| 2010 | Бри Олсон   | [ 41 ] |
| 2011 | Софи Ди     | [ 42 ] |
| 2012 | Вики Ветте  | [ 43 ] |
| 2013 | Кристи Мак  | [ 44 ] |
| 2014 | Miss Hybrid | [ 45 ] |